# Créances
Créances és un municipi francès situat al departament de la Manche i a la regió de Normandia. L'any 2007 tenia 2.126 habitants.

## Demografia

### Població
El 2007 la població de fet de Créances era de 2.126 persones. Hi havia 894 famílies de les quals 270 eren unipersonals (111 homes vivint sols i 159 dones vivint soles), 310 parelles sense fills, 278 parelles amb fills i 36 famílies monoparentals amb fills.
La població ha evolucionat segons el següent gràfic:
Habitants censats

### Habitatges
El 2007 hi havia 1.203 habitatges, 896 eren l'habitatge principal de la família, 178 eren segones residències i 129 estaven desocupats. 1.114 eren cases i 66 eren apartaments. Dels 896 habitatges principals, 628 estaven ocupats pels seus propietaris, 251 estaven llogats i ocupats pels llogaters i 17 estaven cedits a títol gratuït; 5 tenien una cambra, 50 en tenien dues, 182 en tenien tres, 250 en tenien quatre i 409 en tenien cinc o més. 765 habitatges disposaven pel capbaix d'una plaça de pàrquing. A 420 habitatges hi havia un automòbil i a 372 n'hi havia dos o més.

### Piràmide de població
La piràmide de població per edats i sexe el 2009 era:
| Homes | Edats   | Dones |
| ----- | ------- | ----- |
| 0     | 95 o +  | 4     |
| 4     | 90 a 94 | 4     |
| 16    | 85 a 89 | 32    |
| 8     | 80 a 84 | 20    |
| 28    | 75 a 79 | 92    |
| 44    | 70 a 74 | 72    |
| 64    | 65 a 69 | 52    |
| 60    | 60 a 64 | 56    |
| 44    | 55 a 59 | 44    |
| 72    | 50 a 54 | 40    |
| 56    | 45 a 49 | 80    |
| 100   | 40 a 44 | 60    |
| 68    | 35 a 39 | 56    |
| 60    | 30 a 34 | 64    |
| 72    | 25 a 29 | 76    |
| 32    | 20 a 24 | 40    |
| 64    | 15 a 19 | 32    |
| 72    | 10 a 14 | 40    |
| 72    | 5 a 9   | 72    |
| 44    | 0 a 4   | 68    |

## Economia
El 2007 la població en edat de treballar era de 1.297 persones, 919 eren actives i 378 eren inactives. De les 919 persones actives 863 estaven ocupades (476 homes i 387 dones) i 56 estaven aturades (18 homes i 38 dones). De les 378 persones inactives 181 estaven jubilades, 91 estaven estudiant i 106 estaven classificades com a «altres inactius».

### Ingressos
El 2009 a Créances hi havia 923 unitats fiscals que integraven 2.193 persones, la mediana anual d'ingressos fiscals per persona era de 14.427 €.

### Activitats econòmiques
Dels 96 establiments que hi havia el 2007, 2 eren d'empreses extractives, 4 d'empreses alimentàries, 5 d'empreses de fabricació d'altres productes industrials, 19 d'empreses de construcció, 31 d'empreses de comerç i reparació d'automòbils, 3 d'empreses de transport, 5 d'empreses d'hostatgeria i restauració, 1 d'una empresa d'informació i comunicació, 5 d'empreses financeres, 6 d'empreses immobiliàries, 4 d'empreses de serveis, 8 d'entitats de l'administració pública i 3 d'empreses classificades com a «altres activitats de serveis».
Dels 32 establiments de servei als particulars que hi havia el 2009, 1 era una oficina de correu, 4 oficines bancàries, 5 tallers de reparació d'automòbils i de material agrícola, 1 autoescola, 5 paletes, 2 guixaires pintors, 4 fusteries, 4 lampisteries, 3 perruqueries, 2 restaurants i 1 agència immobiliària.
Dels 11 establiments comercials que hi havia el 2009, 1 era un hipermercat, 1 una botiga de més de 120 m², 4 fleques, 1 una fleca, 1 una llibreria, 1 una botiga de material de revestiment de parets i terra i 2 floristeries.
L'any 2000 a Créances hi havia 99 explotacions agrícoles que ocupaven un total de 1.496 hectàrees.

## Equipaments sanitaris i escolars
El 2009 hi havia 1 farmàcia i 2 ambulàncies.
El 2009 hi havia 1 escola maternal i 2 escoles elementals.

## Poblacions més properes
El següent diagrama mostra les poblacions més properes.